# Scaptia nigribella
Scaptia nigribella är en tvåvingeart som beskrevs av Wilkerson 1984. Scaptia nigribella ingår i släktet Scaptia och familjen bromsar.
Artens utbredningsområde är Bolivia. Inga underarter finns listade i Catalogue of Life.